# Rhynchocalamus
Genre
Rhynchocalamus est un genre de serpents de la famille des Colubridae.

## Répartition
Les six espèces de ce genre se rencontrent du Caucase à l'Arabie en passant par la Turquie.

## Liste des espèces
Selon The Reptile Database (6 octobre 2024) :
- Rhynchocalamus arabicus Schmidt, 1933
- Rhynchocalamus dayanae Tamar et al., 2016[3]
- Rhynchocalamus hejazicus Licata et al., 2024[4]
- Rhynchocalamus levitoni (Torki, 2017)[5]
- Rhynchocalamus melanocephalus (Jan, 1862)
- Rhynchocalamus satunini (Nikolsky, 1899)

## Publication originale
- Günther, 1864 : Report on a collection of reptiles and fishes from Palestine. Proceedings of the Zoological Society of London, vol. 1864, p. 488-493 (texte intégral).